# Ludowe Zgromadzenie na rzecz Postępu
Ludowe Zgromadzenie na rzecz Postępu (fr.: Rassemblement populaire pour le Progrès, ar.: التجمع الشعبي من أجل التقدم) – największa i rządząca partia polityczna w Dżibuti, założona 4 marca 1979. Deklaruje poglądy socjalistyczne oraz socjaldemokratyczne. Od 1999 na jej czele stoi Ismail Omar Guelleh, który zastąpił Hasana Aptidona. W wyborach parlamentarnych w 2013 roku startowała w ramach Unii na rzecz Większości Prezydenckiej i zdobyła 61,5% głosów, co przełożyło się na 43 miejsca w parlamencie.